# 延命寺 (東京都北区)
延命寺（えんめいじ）は、東京都北区にある真言宗豊山派の寺院。

## 歴史
創建年代は不明である。現在残っている文書は、火災に遭ったこともあり、幕末以降のものしかないため、詳細な由来は不明となっている。
境内に忠霊塔があるが、江戸時代初期の五輪塔を流用したものである。こういう事例は珍しいという。

## 交通アクセス
- 荒川遊園地前停留場より徒歩6分。